# Dattilo-Klasse
Die Dattlio-Klasse ist eine Klasse der italienischen Küstenwache. Die Klasse besteht aus zwei jeweils über 90 Meter langen und rund 3.600 Tonnen verdrängenden Mehrzweckschiffen, der L. Dattilo (CP 940) und der U. Diciotti (CP 941).

## Geschichte

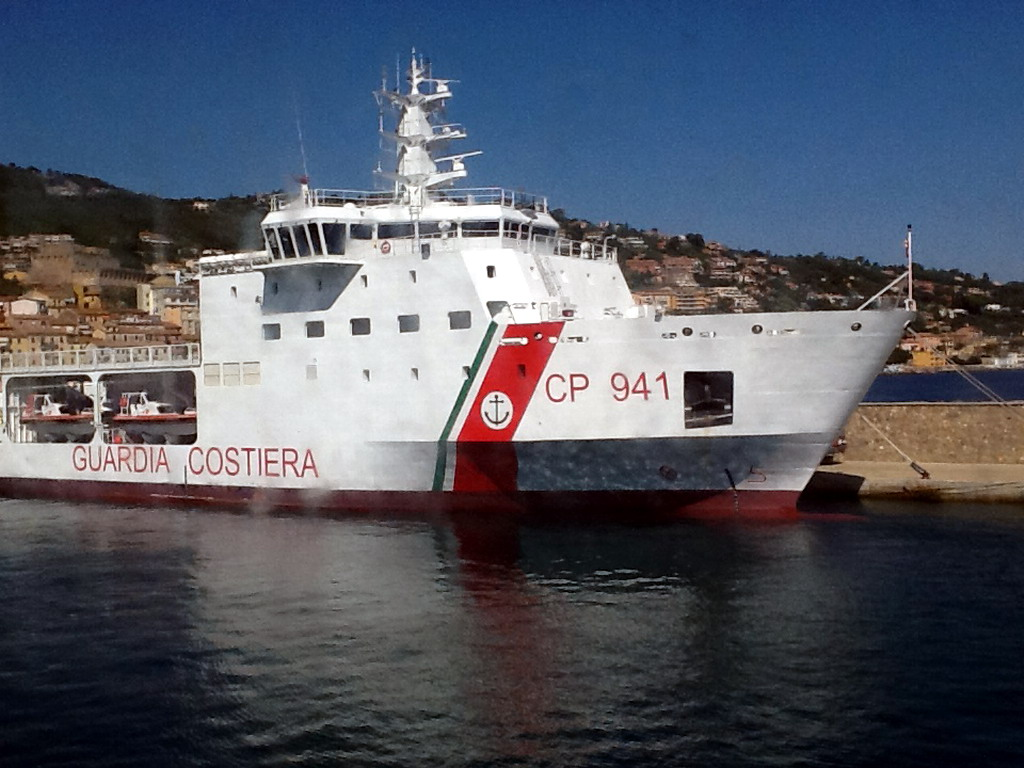
U. Diciotti vor Giglio

Bei den beiden Schiffen handelt es sich um eine Weiterentwicklung des Ende 2009 in Auftrag gegebenen Einzelschiffs Bruno Gregoretti (CP 920). Im Vergleich zur 62 Meter langen und 2.150 Tonnen verdrängenden Gregoretti fielen die neuen Schiffe etwas größer aus. Es sind derzeit die beiden einzigen Schiffe der italienischen Küstenwache, die über einen Helipad verfügen. Sie führen jeweils vier Tochterboote mit, die bis zu 35 Knoten erreichen können. Am Schiffsheck befindet sich eine Rampe, über die Fahrzeuge auf das Arbeitsdeck gelangen können.
Die Schiffe sollen verschiedene Aufgaben auf hoher See übernehmen, darunter Seenotrettung, Umweltschutz und Migrationskontrolle. In Katastrophenfällen sollen sie auch der Einsatzleitung dienen. Aufgaben dieser Art übernimmt auf hoher See bis dato die italienische Marine mit Seefahrzeugen, deren Betriebskosten zum Teil wesentlich höher liegen.
Die beiden Schiffe der Klasse wurden auf der Fincantieri-Werft in Castellammare di Stabia bei Neapel auf Kiel gelegt. Das Typschiff L. Dattilo lief dort am 19. Dezember 2012 vom Stapel und wurde am 30. September 2013 der Küstenwache übergeben. Das Rufzeichen der L. Dattilo ist IGUB. Die U. Diciotti lief am 15. Juli 2013 vom Stapel und wurde am 20. März 2014 übergeben. Ihr Rufzeichen ist IHEW.
Die beiden Schiffe sind nach ehemaligen Offizieren der Küstenwache benannt. Hinsichtlich des Namens stehen die Schiffe in der Nachfolge von zwei Booten der Saettia-Klasse, die bis 2014 an die Küstenwache Panamas abgegeben wurden. Dabei handelt es sich um die Ubaldo Diciotti (CP 902) und um die Luigi Dattilo (CP 903). Die Bezeichnung Diciotti-Klasse bezieht sich auf verbesserte Boote des Saettia-Typs und nicht auf die beiden Schiffe der Dattilo-Klasse.